# Pilizetes brevisetus
Pilizetes brevisetus är en kvalsterart som beskrevs av Sandór Mahunka 1984. Pilizetes brevisetus ingår i släktet Pilizetes och familjen Galumnidae. Inga underarter finns listade i Catalogue of Life.